# Bản đồ chức năng vỏ não Brodmann

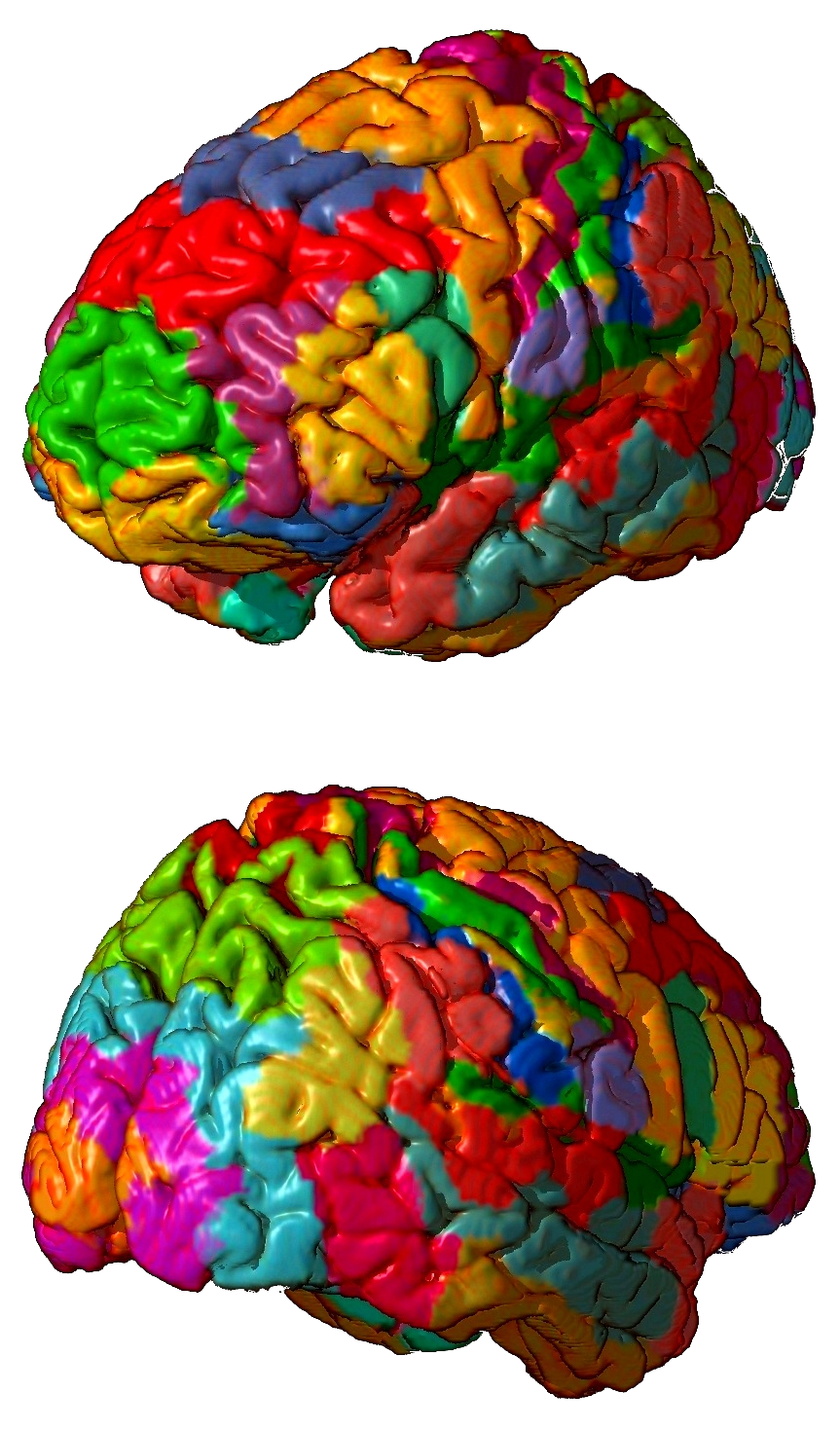
Các vùng Brodmann 3D

Bản đồ chức năng vỏ não Brodmann là bản đồ các vùng của vỏ não  người và các loài linh trưởng khác,được xác định bằng cấu trúc tế bào hay mô học và tổ chức các tế bào.

## Lịch sử

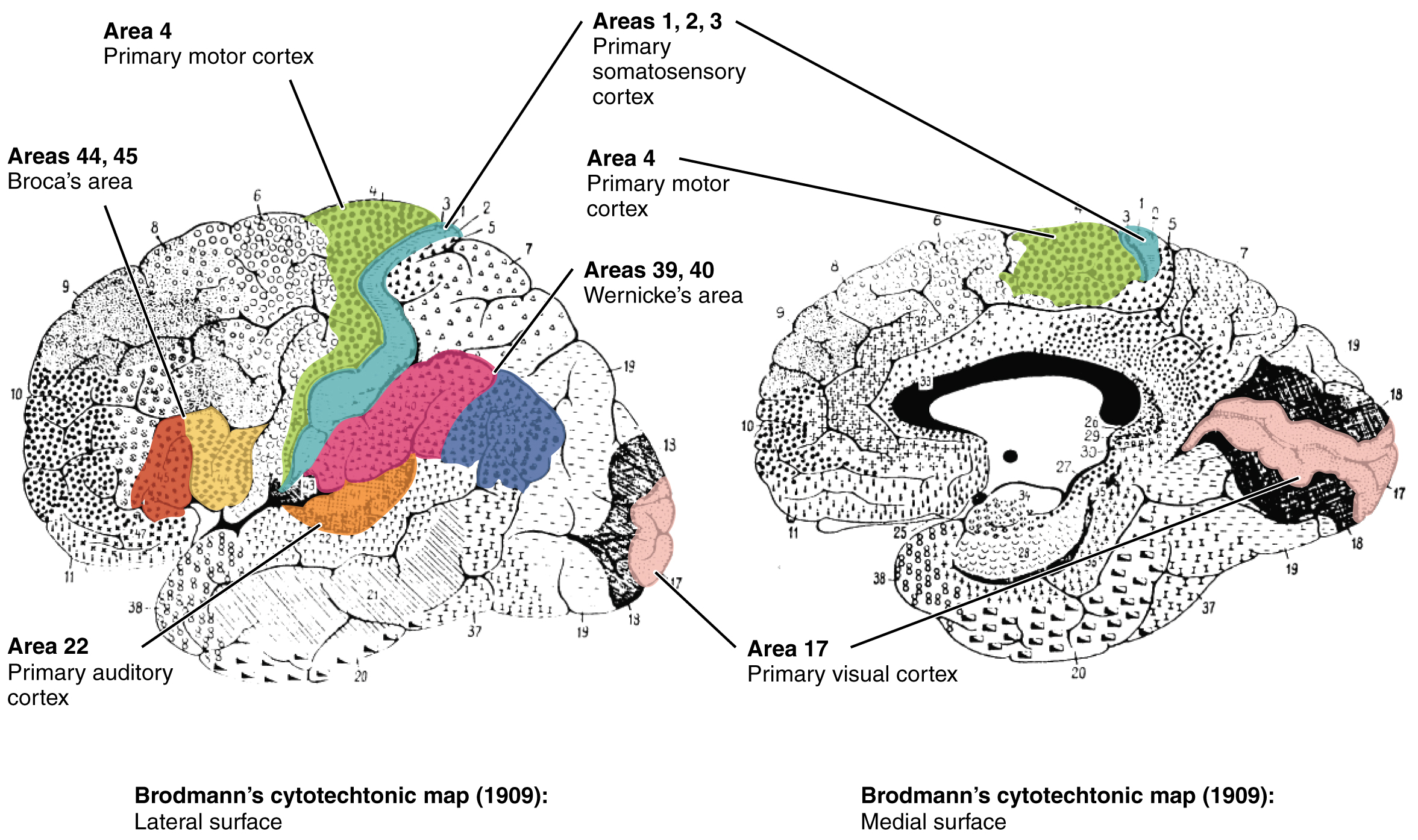
Một số vùng Brodmann quan trọng

Bản đồ chức năng vỏ não Brodmann được xác định và đánh số bởi nhà giải phẫu học người Đức Korbinian Brodmann dựa trên tổ chức cấu trúc tế bào của các nơron ông quan sát được trên vỏ não khi sử dụng phương pháp nhuộm tế bào Nissl. Brodmann công bố bản đồ vỏ não ở người, khỉ và một số loài khác vào năm 1909, cùng với nhiều phát hiện về các loại tế bào và tổ chức nhiều lớp của vỏ não các động vật có vú. Một bản đồ tương tự nhưng chi tiết hơn được công bố bởi Constantin von Economo và Georg N. Koskinas vào1925.

## Tầm ảnh hưởng hiện tại
Bản đồ chức năng vỏ não Brodmann đã được bàn luận, phản biện, chỉnh sửa và đổi tên rất nhiều trong gần một thế kỷ và vẫn được biết đến rộng rãi cũng như trích dẫn thường xuyên trong chủ đề tổ chức vỏ não người.

## Người và các loại linh trưởng
Vùng 3, 1 & 2 – Vùng cảm giác thân thể sơ cấp
Vùng 4 – Vùng vận động sơ cấp
Vùng 5 – Vùng liên quan với cảm giác thân thể
Vùng 6 – Vùng tiền vận đông và vận động thứ cấp
Vùng 7 – Vùng phối hợp vận động ngôn ngữ
Vùng 8 – Vùng thị giác thuộc thùy trán